# Wahaha
《Wahaha》（ワッハッハー），為日本男偶像團體關西傑尼斯8的第8張單曲。其PV是在澡堂拍攝的，內容則是在打掃澡堂。

## 收錄歌曲

### 初回限定盤
1.ワッハッハー 
- 作詞、作曲：竹森マサユキ(カラーボトル)；編曲：CHOKKAKU

2.誰よりキミが好きだから 
- 作詞：白鷺剛；作曲：オオヤギヒロオ；編曲：船山基紀

3.ワッハッハー（Original Karaoke）

### 通常盤
1.ワッハッハー
2.誰よりキミが好きだから
3.BJ 
- 作詞、作曲、編曲：HIKARI

4.ワッハッハー（Original Karaoke）